# Рубен Маркъм
Рубен Хенри Маркъм (на английски: Reuben Henry Markham) е американски мисионер, учител и журналист, работил дълго време в България.

## Биография
Маркъм е роден на 21 февруари 1887 г. в Туелф Майл, щата Канзас, САЩ в семейството на калвинистки свещеник. През 1908 г. завършва колежа „Уошбърн“ в Топика, след което учи известно време в Ню Йорк, а през 1911 г. се дипломира като магистър по философия в Колумбийския университет. През 1912 г., ръкоположен за свещеник, заминава като мисионер на Конгрешанската църква към Американския борд в България и първоначално живее в Самоков, където се раждат трите му деца. През 1918 година за кратко е представител на ИМКА в Архангелск.
На 31 октомври 1925 г. в статия за вестник „Слово“ описва сцени на издевателства на гръцки войници в селата Петрово, Лехово и Пиперица по време на Петричкия инцидент. От началото на 1926 г. е редактор на вестник „Свят“, в който критикува издевателствата на властта над селяните след Септемврийското въстание. Пише за избиването на затворници „без съд и присъда“. Заради тези му позиции през май 1927 г. срещу него започва наказателно дело, но в крайна сметка е оправдан.
От 1926 г. Рубен Маркъм е кореспондент на „Крисчън Сайънс Монитър“ за България, а впоследствие и за цяла Централна и Югоизточна Европа, автор е на няколко книги, посветени на региона. За критиките му към действията на Съветския съюз в Източна Европа през 1946 г. му е забранен достъпът до страните под съветски контрол.
Рубен Хенри Маркъм умира на 29 декември 1949 година във Вашингтон.

## Книги
- Сиромашки хаджилък, 1924, София: Гладстон,
- Bulgaria Today and Tomorrow, 1926, Sofia: Y.M.C.A. Press
- Meet Bulgaria, 1931
  - Запознайте се с България, 2024, София: Българска история, (344 стр.) превод Аглика Маркова, ISBN 9786197688405
- Люлката на човечеството : Някога и сега , 1937, София: Гладстон
- The Wave of the Past, 1941
- Tito's Imperial Communism, 1947, Chapel Hill: The University Of North Carolina Press
- Let Us Protestants Awake!, 1949
- Rumania Under the Soviet Yoke, 1949,  Boston: Meador Pub. Co
- Communists Crush Churches in Eastern Europe, 1950